# Milord (vehículo)

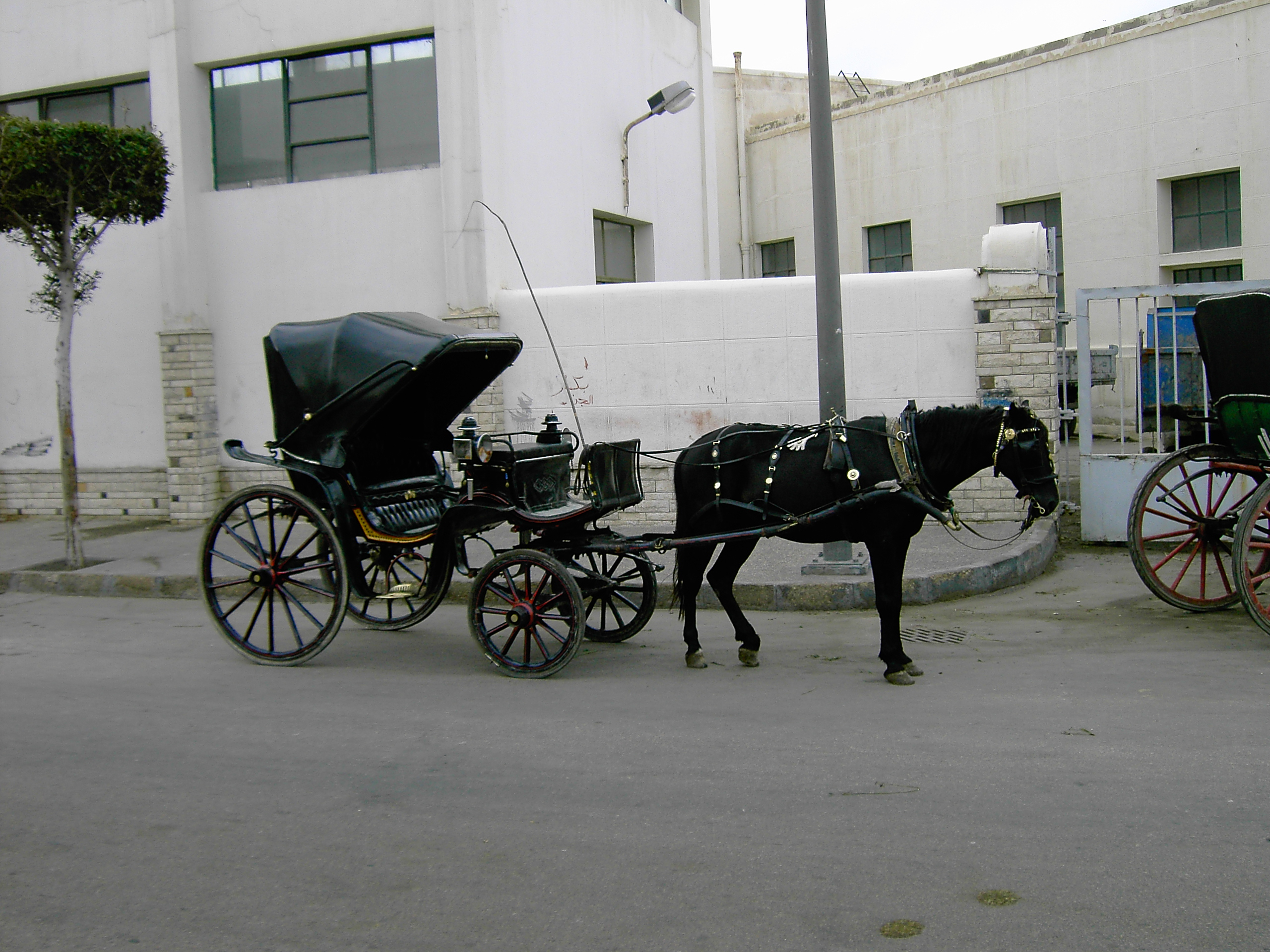
Un milord.

El milord es un coche de caballos tipo victoria cuyo pescante va montado sobre la parte delantera de la caja y forma parte de ella. Es un vehículo muy tendido y lleva siempre capota de resortes cubiertos por una guarnición.
Generalmente, tiene un asiento móvil para dos plazas con lo que se puede convertir en el carruaje denominado vis à vis.